# آرتاوازد (پسر اردوان پنجم)
آرتاوازد یا آرتاباز پسر اردوان چهارم، آخرین پادشاه اشکانی بود. پس از مرگ پدر، آرتاوازد یکسال از ۲۲۶ تا ۲۲۷ میلادی با بلاش ششم که هنگام پادشاهی اردوان پنجم حاکم بابل بود، سلطنت کرد.
همدان یکی از آخرین پایگاه‌های مقاومت اشکانیان در برابر حکومت تازه‌نفس ساسانی بود. آرتاباز پس از مرگ پدرش، در نبرد با سپاهیان اردشیر بابکان رهبری مبارزات را به مدت ۳ سال تا ۲۳۰ میلادی علیه اردشیر ادامه داد، سکه‌ای یک درهمی به نام آرتاوازد در دست است که محل ضرب آن همدان به سال ۲۲۷ میلادی است.

## خانواده
آرتاوازد پسر بزرگ شاه پارت شاه اردوان چهارم و بزرگترین پسر او بود که فقط با نام ارشک شناخته شده است و خواهرانش سردار سورا و ملکه زیانک بودند که دومی همسر اردشیر بابکان شد.

## شورش ساسانیان
در دهه 220 سلسله ساسانیان در ایران قدرتمندتر شد و رهبر و بنیانگذار آن، اردشیر، علیه پدر آرتاوازد، اردوان چهارم شورش کرد. اردشیر موفق شد در طول چهار سال آخرین نیروهای ارشکی ضعیف شده اشکانی را از بین ببرد. در نبرد هورمزدگان که در 28 آوریل 224 روی داد، اردوان چهارم آخرین پادشاه پارت شکست خورد و کشته شد امپراتوری ساسانیان را آغاز کرد [2] [1] .
بسیاری از شاهزادگان اشکانی در کنار ساسانیان قرار گرفتند. آرتاوازد و برادرانش گریختند و در آترپاتاکان که احتمالاً مرکز آن شهر اکباتان بود، مستقر شدند و با کمک تیرداد دوم، پادشاه ارمنستان بزرگ که به قدرت رسید، چندین سال در برابر ساسانیان مقاومت کردند. نقش اصلی این مقاومت ها بر عهده پادشاه سلسله اشکانی ارمنستان بود. از این منطقه درهم‌های نقره آرتاوازد که تا سال‌های 229-230 ضرب می‌شد بدست آمده اند [3] [1].
در این دوره، آرتاوازد دیگر نه پشتوانه سیاسی و نه اجتماعی در پارت نداشت. شورای بزرگان ایران به تدریج به سمت ساسانیان پیروز گرویدند. خاندان های اشکانی نیز در کنار ساسانیان قرار گرفتند [1]. ساسانیان در ولایات مرکزی ایرانشهر احساس امنیت نمی کردند، زیرا آخرین بقایای خاندانهای اشکانی هنوز زندگی می کردند، آرتاوازد و برادرانش که به ویژه توسط تیرداد دوم (217-257)، شاه اشکانی ارمنستان کبیر، به آنها کمک می کردند. ارتش ساسانی به تعقیب آرتاوازد، به سرزمین های شمال غربی ایران نفوذ و آترپاتاکان را تصرف کرد و حتی به مرزهای پادشاهی ارمنستان بزرگ نزدیک شد. در سال 228، اردشیر بابکان هاترا را محاصره کرد، سپس به ماتینه که بخشی از آتراپاتاکان بود عقب نشینی کرد و دوباره عملیات نظامی را علیه آرتاوازد و نیروهای نظامی ارمنی-اشکانی کمک کننده به او، که در مرز جنوب شرقی ارمنستان بزرگ قرار داشتند، هدایت کرد. 1].
دیون کاسیوس گزارش می دهد که اردشیر که در قلمرو ارمنستان بزرگ پیشروی می کرد، «ساکنان محلی و برخی از مادها و نیز پسران اردوان در برابر آن مقاومت کردند و او، چنانکه برخی می گویند، فرار کرد و برخی دیگر می گویند. که او عقب نشینی کرد تا لشکری بزرگتر آماده کند» [5] موسی خورناتسی نیز چنین اطلاعاتی را حفظ کرده است. او گزارش می دهد که پادشاه ارمنی با ارتش و سپاهیان کمکی خود از کشورهای دیگر «به اردشیر نزدیک می شود، با او وارد نبرد می شود، او را مجبور به فرار می کند و آشور (آدیابنه) و دیگر مناطق شاهزاده را از او می گیرد [6]». 